# ۱-فنیل‌اتانول
۱-فنیل‌اتانول (انگلیسی: 1-Phenylethanol) یک ترکیب آلی با فرمول C6H5CH(OH)CH3 است. این ماده یکی از شایع‌ترین الکل‌های کایرال موجود است و مایعی است بی‌رنگ با بوی ملایم سنبل-گاردنیا.
۱-فنیل‌اتانول در طبیعت به‌صورت یک گلیکوزید و به‌همراه هیدرولاز خود «بتا-پریموروزیداز» در گل چای (کاملیا سیننسیس) یافت می‌شود. این ماده همچنین در توت خرس، انگور، تره، روغن نعنای اسکاتلندی، پنیرها، کنیاک، رام، شراب سفید، کاکائو، چای سیاه، درخت فندق بزرگ، تمشک شمالی، دانه‌ها، قارچ‌ها و کاسنی فرنگی وجود دارد.
۱-فنیل‌اتانول راسمیک را از طریق احیای استوفنون با سدیم تترا هیدروبورات تولید می‌کنند. همچنین می‌توان این ماده را از طریق ترکیب کردن بنزالدئید با متیل‌منیزیم کلرید یا سایر ترکیبات فلزی آلی هم به‌دست‌آورد.